# Auf der Jagd
Auf der Jagd (À la chasse) est une polka rapide de Johann Strauss II (op. 373). L'œuvre est jouée pour la première fois à l'automne 1875.

## Histoire
La polka est composée sur la base de motifs de l'opérette Cagliostro in Wien (Cagliostro à Vienne). L'œuvre rejoint ainsi une série de compositions (opus numéros 369, 370, 371, 372 et 374) qui reprennent tous les thèmes de cette opérette. Le titre de la polka n’a aucun lien avec l’intrigue de l’opérette. La musique est tirée des partitions numéros 4, 10 et 14. La date exacte de la première et le lieu correspondant ne sont cependant pas connus. On suppose généralement que la polka est créée à la fin de l’automne 1875.

## Durée
Sa durée d'exécution est d'environ 2 minutes et 20 secondes. Elle peut varier selon l'interprétation musicale du chef d'orchestre. 

## Interprétations notables
La pièce est jouée lors du célèbre concert du nouvel an à Vienne : en 1950, 1951, 1952 et 1954 (Clemens Krauss) ; 1957, 1958, 1960, 1964, 1975 et 1979 (Willi Boskovsky) ; 1984 (Lorin Maazel) ; 1988 (Claudio Abbado) ; 1993 (Riccardo Muti) ;  2005 (Lorin Maazel) ; 2010 (Georges Prêtre) ; 2016 (Mariss Jansons); 2022 (Daniel Barenboim) 